# Q*bert
Q*bert es un videojuego de arcade desarrollado y publicado por Gottlieb en 1982. Es un juego de plataformas con gráficos en dos dimensiones. El objetivo es cambiar el color de todos los cubos de una pirámide haciendo que el protagonista salte encima de cada cubo mientras evita obstáculos y enemigos. Los jugadores usan un joystick para controlar el personaje.
El juego fue concebido por Warren Davis y Jeff Lee. Lee diseñó el personaje principal basándose en influencias de su infancia y le dio a Q*bert una gran nariz que dispara proyectiles. Su idea original involucraba cruzar una pirámide para disparar a los enemigos, pero Davis eliminó la mecánica de disparos para simplificar la jugabilidad. Q*bert fue desarrollado bajo el nombre de proyecto Cubes, aunque también fue llamado brevemente Snots and Boogers y @!#?@! durante el desarrollo.
Q*bert fue bien recibido en los arcades y por los críticos, quienes alabaron los gráficos, la jugabilidad y el personaje principal. El éxito tuvo como consecuencia secuelas y merchandising, como apariciones en fiambreras, juguetes, y un programa de televisión de dibujos animados. Desde entonces, el juego ha sido adaptado a numerosas plataformas.

## Historia
Q*bert se convirtió en uno de los juegos de arcade con más productos de merchandising, por detrás de Pac-Man y Donkey Kong. El protagonista aparece en numerosos objetos, como libros de colorear, sacos de dormir, frisbees, juegos de tablero, juguetes de cuerda, y animales de peluche.
En 1983, Q*bert fue adaptado a una serie de dibujos animados como parte del Saturday Supercade de la CBS, que mostraba segmentos basados en personajes de videojuegos de la época dorada de los juegos de arcade. Saturday Supercade fue producido por Ruby-Spears Productions, y los segmentos de Q*bert se emitieron de 1983 a 1986. El programa está ambientado en un pueblo estadounidense de la década de 1950 llamado Q-Burg, y está protagonizado por Q*bert como un estudiante de instituto. En la serie, el diseño de Q*bert fue alterado para incluir brazos y manos, así como la habilidad de disparar proyectiles negros de su nariz. Los personajes frecuentemente dicen juegos de palabras que añaden la letra «Q» a palabras. Además incluye a los otros personajes del juego así como nuevos personajes, similares en apariencia a Q*bert.
El juego ha sido referenciado en episodios de las series de televisión South Park, Family Guy, Futurama, y los Simpsons.

Obtener la puntuación más alta del juego se convirtió en un objetivo para muchos jugadores. Doris Self, acreditada por los Guinness World Records como la jugadora competitiva más vieja, marcó una puntuación récord en Q*bert en 1984 con 58 años. Su récord fue sobrepasado, y continuó intentando recuperar el récord hasta su muerte en 2006. Los creadores Davis y Lee han expresado su orgullo por la longevidad del legado del juego; Davis también está sorprendido porque la gente todavía recuerda positivamente el juego. Describiendo el legado de Q*bert, Jeff Gerstmann de GameSpot se refirió al juego como un «raro éxito arcade». A pesar del éxito, los dos creadores no recibieron ganancias. La crisis del videojuego de 1983 deprimió el mercado, y en 1984, la popularidad del juego empezó a decaer.
Q*bert, Coily, Ugg, Slick y Sam aparecen en la película animada de 2012 Wreck-It Ralph. Empiezan como personajes «sin techo» que viven en la Estación Central de Juegos después de que su juego fuese desconectado y sacado de Litwak Arcade. Ralph les da una cereza de Pac-Man como gesto de amabilidad. Cuando Ralph coge el uniforme de Markowski en Tapper's, accidentalmente tropieza con Q*bert en su camino hacia Hero's Duty. Esto lleva a Q*bert al juego Fix-It Felix Jr. para avisar a Felix de que Ralph se ha «vuelto Turbo». Al final de la película, Q*bert, Coily, Ugg, Slick y Sam son aceptados en el juego Fix-It Felix Jr. para un nivel de bonificación en el cual Q*bert ayuda a Felix a arreglar el Apartamento Niceland, mientras que Coily, Ugg, Slick y Sam ayudan a Ralph a romperlo.
Q*bert también aparece en la película Pixels (película de 2015) el cual es un personaje principal, siendo trofeo después de que Sam y compañía derroten a Pac-man.